# Marcelo Chierighini
Marcelo Chierighini (São Paulo, 15 januari 1991) is een Braziliaanse zwemmer. Hij vertegenwoordigde zijn vaderland op de Olympische Zomerspelen 2012 in Londen.

## Carrière
Bij zijn internationale debuut, op de wereldkampioenschappen kortebaanzwemmen 2010 in Dubai, veroverde Chierighini samen met Nicholas Santos, César Cielo en Nicolas Oliveira de bronzen medaille op de 4x100 meter vrije slag.
Op de wereldkampioenschappen zwemmen 2011 in Shanghai strandde hij samen met Bruno Fratus, Nicolas Oliveira en Marcos Macedo in de series van de 4x100 meter vrije slag.
Tijdens de Olympische Zomerspelen van 2012 in Londen werd Chierighini samen met Nicolas Oliveira, Bruno Fratus en Nicholas Santos uitgeschakeld in de series van de 4x100 meter vrije slag, op de 4x100 meter wisselslag strandde hij samen met Thiago Pereira, Felipe França en Kaio de Almeida in de series.
Op de wereldkampioenschappen zwemmen 2013 in Barcelona eindigde hij samen met Fernando Santos, Nicolas Oliveira en Vinícius Waked zevende in de finale van de 4x100 meter vrije slag. In de finale van de individuele 100 meter vrije slag eindigde Chierighini op de zesde plaats. Op de Pan-Pacifische kampioenschappen zwemmen 2014 in Gold Coast behaalde hij samen met João de Lucca, Bruno Fratus en Nicolas Oliveira brons op de 4x100 meter vrije slag. 
Tijdens de wereldkampioenschappen zwemmen 2015 in Kazan eindigde hij 5e in de finale van de 100 meter vrije slag. Samen met João de Lucca, Bruno Fratus en Matheus Santana eindigde Chierighini vierde op de 4x100 meter vrije slag.

## Internationale toernooien
| Jaar | Olympische Spelen                          | WK langebaan | WK kortebaan      | PanPacs                                                                           | Pan-Ams                                                 |
| ---- | ------------------------------------------ | --- | ----------------- | --------------------------------------------------------------------------------- | ------------------------------------------------------- |
| 2010 |                                            | | 4x100m vrije slag | geen deelname                                                                     |                                                         |
| 2011 |                                            | 9e 4x100m vrije slag |                   |                                                                                   | geen deelname                                           |
| 2012 | 9e 4x100m vrije slag 15e 4x100m wisselslag | | geen deelname     |                                                                                   |                                                         |
| 2013 |                                            | 10e 50m vrije slag 6e 100m vrije slag 7e 4x100m vrije slag 12e 4x100m wisselslag                                           |                   |                                                                                   |                                                         |
| 2014 |                                            | | geen deelname     | 8e 50m vrije slag · 9e 100m vrije slag · 4x100m vrije slag · 4e 4x100m wisselslag |                                                         |
| 2015 |                                            | 5e 100m vrije slag 4e 4x100m vrije slag 10e 4x100m wisselslag 6e 4x100m vrije slag gemengd Chierghini zwom enkel de series |                   |                                                                                   | 100m vrije slag · 4x100m vrije slag · 4x100m wisselslag |

## Persoonlijke records
Bijgewerkt tot en met 13 augustus 2013

### Kortebaan
| Afstand         | Tijd  | Datum             | Plaats         |
| --------------- | ----- | ----------------- | -------------- |
| 50m vrije slag  | 22,25 | 11 september 2010 | Rio de Janeiro |
| 100m vrije slag | 48,57 | 11 september 2010 | Rio de Janeiro |

### Langebaan
| Afstand         | Tijd  | Datum           | Plaats    |
| --------------- | ----- | --------------- | --------- |
| 50m vrije slag  | 21,84 | 2 augustus 2013 | Barcelona |
| 100m vrije slag | 49,11 | 31 juli 2013    | Barcelona |